# Kalvinizam
Kalvinizam je teološki sistem i pristup kršćanskom životu koji naglašava vladavinu Boga nad svim stvarima. Ova varijanta protestantizma je nazvana po francuskom reformatoru Jeanu Calvinu.
Calvin je naučavao apsolutnu predestinaciju po kojoj su jedni predodređeni za blaženstvo drugi za prokletstvo. Zajedno s Martinom Luterom učio je da samo vjera spašava (sola fide) i nije priznavao crkvenu tradiciju kao izvor vjere, nego samo Sveto pismo (sola scriptura). Priznavao je samo dva sakramenta (krštenje i prvu pričest), tvrdeći da Isus u euharistiji nije realno nego samo duhovno prisutan. Calvin je svoje ideje pokušao ostvariti uvodeći u Ženevi vjersku diktaturu.